# 키이우 쇼핑센터 폭격
2022년 3월 20일 오후 10시 45분경 우크라이나 키이우에 위치한 쇼핑센터 '레트로빌'이 러시아의 공습으로 폭격을 당해 최소 8명이 사망했다. 러시아 정부에 따르면 이 쇼핑센터는 우크라이나의 BM-21 Grad 다연장 로켓 발사기 및 탄약을 보관하고 재장전하기 위한 기지로 사용됐다.

## 배경
러시아군은 2022년 2월 24일 벨라루스를 통해 진입하여 우크라이나를 침공, 키이우 주에 공세를 펼쳤다. 다음 날부터는 시가전이 시작되었다.
레트로빌 몰은 120,334 세제곱미터 (4,249,600 cu ft), 면적은 86,000 제곱미터 (930,000 ft2)로 250개소 이상의 상점을 보유하고 있었다. 2020년 5월 완공되어, 리투아니아 투자회사인 'BT 인베스트'가 운용하고 있었다.

## 폭격

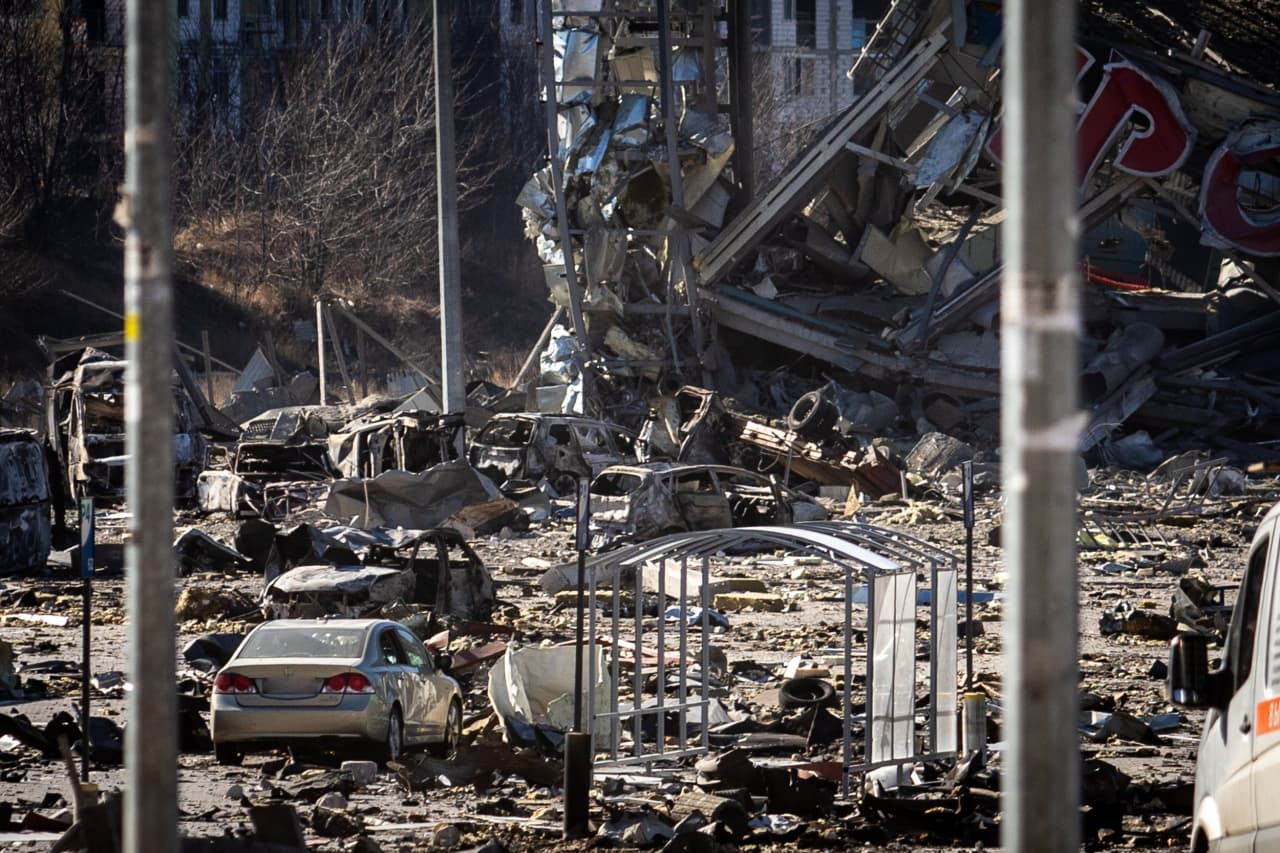
폭격의 여파

2022년 3월 20일 저녁, 러시아군은 우크라이나 수도 키이우의 쇼핑센터인 레트로빌을 폭격했다.
우크라이나 긴급구조대는 22시 48분에 쇼핑센터에서 화재가 발생했다는 보고를 받았다.
쇼핑몰과 인근 자동차, '스포츠 라이프' 피트니스 클럽, 비즈니스 센터가 크게 파괴되었다. 키이우 시장 비탈리 클리치코는 인근 건물이 심하게 손상되고 최소 8명이 사망했다고 발표했다.
비즈니스 센터에 위치한 슈퍼마켓 체인 Novus의 회사 본사는 "거의 완전히 파괴"되었다. 쇼핑 센터에 위치한 주력 슈퍼마켓도 영향을 받았으며, 붕괴된 천장 및 기타 구조적 손상을 입었다. 

## 타겟팅
러시아 국방부는 이 쇼핑센터가 우크라이나군이 BM-21 Grad 다연장 로켓 발사기를 포함한 탄약을 저장하고 재장전하기 위한 기지로 사용했기 때문에 공격했다고 밝혔다. 국방부는 우크라이나 MLRS(다중 발사 로켓 시스템)를 발사하고 쇼핑 센터로 다시 이동한 후 러시아 미사일에 파괴된 것으로 설명했다. 공습 다음날 우크라이나 당국은 2월 말 쇼핑센터 근처에 우크라이나 군용 차량이 주차되어 있는 TikTok 영상을 공유한 한 남성을 구금했으며, 우크라이나인에게 군대의 움직임에 대한 정보를 게시하지 말라고 경고했다.

### 내용주
1. ↑  Novus 역시 리투아니아 투자회사 BT 인베스트의 소유였다.[8][9][10][6]
2. ↑  본사의 피해 확인 요청 시, 접근이 제한되어 플래그쉽 슈퍼마켓의 정확한 피해 정도는 파악할 수 없었다.
[12][11][7]